# Astrid Lindgren
Astrid Anna Emilia Lindgren (szül.: Astrid Anna Emilia Ericsson) (Vimmerby, 1907. november 14. – Stockholm, 2002. január 28.) svéd író. Gyermekkönyveivel vált világhírűvé.
2013 májusában a világ 18. legtöbbet fordított írója, könyveit 88 nyelvre fordították le és 144 millió példányban keltek el. Számos történetét megfilmesítették. Történeteinek legismertebb figurái Harisnyás Pippi, Háztetey Károly és Juharfalvi Emil.

## Élete

### Gyerekkora
Astrid Anna Emilia Ericsson a Näs nevű farmon született Vimmerby közelében, Svédország Småland nevű részén, Samuel August Ericsson és Hanna Jonsson második gyermekeként. Iskoláit Vimmerbyben járta ki. Bár jó tanuló volt, rebellis viselkedésével sokszor kivívta szülei haragját. Szívesen járt a városba táncolni és elsőként vágatta rövidre a haját.

### Ifjúsága
Az érettségit követően 1924-ben a Vimmerby Tidning nevű helyi lapnál helyezkedett el. A cikkek korrektúrázása mellett kisebb írásai jelentek meg a helyi eseményekről.
1926-ban Stockholmba költözött, ahol gyors- és gépírást kezdett tanulni. December 4-én megszületett Lars nevű fia, aki egy időre nevelőszülőkhöz került Koppenhágába.
1928-ban Astrid Ericsson állást kapott a Királyi Automobil Klubnál és 1931-ben Sture Lindgrenhez – az autóklub irodavezetőjéhez – ment feleségül. 1930-ban Lars fia hazakerült Svédországba, és az esküvőt követően Astrid – aki háziasszonyként otthon maradt – magukhoz vette.
1933-ban Astrid Lindgrennek több karácsonyi elbeszélése is megjelent napilapokban. 1934. május 21-én megszületett Karin nevű lánya.

### Főállású anyaként
Második gyermekének születése után Astrid Lindgren legtöbb idejét gyerekeinek szentelte. Ez alól jelentett kivételt, hogy 1940-től éjszakánként a titkosszolgálat cenzúrahivatalában kapott egy titkos állást, ahol a behívott katonák külföldi levelezését ellenőrizte.
1941-ben a tüdőgyulladással betegeskedő Karin lánya kérte, hogy meséljen neki Harisnyás Pippiről. Ekkor egymás után születtek a mesék egy furcsa szeplős kislányról, aki egy lóval és egy majommal lakott egy nagy házban. 1944-ben egy baleset után Astrid Lindgrennek egy hétig ágyban kellett maradnia és ekkor írta le a történeteit Pippiről, amiket már korábban elmesélt Karinnak és a barátainak. A kézirat egy példányát próbaképpen elküldte a Bonniers kiadónak, ahol azonban nem talált fogadtatásra. Szeptemberben második díjat nyert az újonnan alakult Rabén & Sjögrens kiadó lányregény pályázatán, és 1945-ben a kiadó gyerekkönyv-pályázatára beadta az átdolgozott Harisnyás Pippi könyvet. Ezúttal megnyerte a versenyt.

### Írói pályafutása
A Harisnyás Pippi igen jó fogadtatásban részesült mind a kritikusok, mind az olvasóközönség részéről. Ezt követően sorban jelentek meg könyvei a 80-as évekig.

## Könyvei
- 1944 – Britta kiönti szívét (Britt-Mari lättar sitt hjärta)
- 1945 – Kerstin och jag
- 1945 – Harisnyás Pippi (Pippi Långstrump)
- 1946 – Harisnyás Pippi hajóra száll (Pippi Långstrump går ombord)
- 1946 – Az ifjú mesterdetektív / Kalle nyomozni kezd (Mästerdetektiven Blomkvist)
- 1947 – Alla vi barn i Bullerbyn
- 1948 – Harisnyás Pippi a Déltengeren (Pippi Långstrump i Söderhavet)
- 1949 – Mera om oss barn i Bullerbyn
- 1949 – Nils Karlsson-Pyssling (novellagyűjtemény)
- 1950 – Kati in Amerika
- 1950 – Kajsa Kavat (novellagyűjtemény)
- 1951 – Veszélyben a nagymufti kincse / Kalle nem ijed meg az árnyékától (Mästerdetektiven Blomkvist lever farligt)
- 1952 – Bara roligt i Bullerbyn
- 1953 – Kalle és Rasmus (Kalle Blomkvist och Rasmus)
- 1954 – Mio, édes fiam (Mio, min Mio) – 1987-ben film készült belőle, melynek magyar címe: Kátó, a sötétség fejedelme
- 1955 – Öcsi és a repülő bácsika / Háztetey Károly és Kisöcsi (Lillebror och Karlsson på taket)
- 1956 – Rasmus på luffen
- 1957 – Rasmus, Pontus och Toker
- 1958 – Barnen på Bråkmakargatan
- 1959 – Sunnanäng (novellagyűjtemény)
- 1960 – Pirosházi történetek (Madicken)
- 1961 – Lotta på Bråkmakargatan
- 1962 – Háztetey Károly újra repked (Karlsson på taket flyger igen)
- 1963 – Juharfalvi Emil (Emil i Lönneberga)
- 1964 – Vi på Saltkråkan
- 1966 – Juharfalvi Emil újabb csínyei (Nya hyss av Emil i Lönneberga)
- 1968 – Háztetey Károly még egyszer (Karlsson på taket smyger igen)
- 1970 – Juharfalvi Emil még egyszer (Än lever Emil i Lönneberga)
- 1973 – Oroszlánszívű testvérek (Bröderna Lejonhjärta)
- 1976 – Madicken och Junibackens Pims
- 1981 – Ronja, a rabló lánya / A rabló lánya (Ronja Rövardotter)

## Magyarul
- Mio, édes fiam; ford. G. Beke Margit, ill. Branko Miljuš; Fórum, Novi Sad, 1962
- Britta kiönti szívét; ford. Lontay László, ill. Réber László; Móra, Bp., 1962, 1992 (az 1992-es kiadás a Szív könyvek sorozatban jelent meg)
- Az ifjú mesterdetektív / Veszélyben a nagymufti kincse; ford. Lontay László, ill. Hegedüs István; Móra, Bp., 1971, 1985 (Delfin könyvek)
  - (Veszélyben a nagymufti kincse – Kalle nem ijed meg az árnyékától címen is)
- Harisnyás Pippi; ford., átdolg. Árkos Antal, ill. Zsoldos Vera; Móra, Bp., 1972 (Pöttyös könyvek); ill. Dezső Andrea, 1993
- Öcsi és a repülő bácsika; ford. G. Beke Margit, ill. Sajdik Ferenc; Móra, Bp., 1976
  - (Háztetey Károly és Kisöcsi címen is)
- Oroszlánszívű testvérek; ford. Damokos Katalin, ill. Barczánfalvi Ferenc; Móra, Bp., 1983
- A rabló lánya; ford. Tótfalusi István, ill. Cakó Ferenc; Móra, Bp., 1986 (Delfin könyvek)
  - (Ronja, a rabló lánya címen is)
- Harisnyás Pippi; ford. Tótfalusi István, ill. Ingrid Vang-Nyman; Egmont Hungary, Bp., 1997
- Ronja, a rabló lánya; ford. Tótfalusi István, ill. Marton Magda; Móra, Bp., 1995 (Pöttyös könyvek); ill. Ilon Wikland, 2014
  - (A rabló lánya címen is)
- Juharfalvi Emil újabb csínyei; ford. Tótfalusi István, ill. Björn Berg; Egmont Hungary, Bp., 1997; Egmont, Bp., 2002, 2005
- Harisnyás Pippi hajóra száll; ford. Tótfalusi István, ill. Ingrid Vang-Nyman; Egmont Hungary, Bp., 1997, 1999, 2001; Egmont, 2003, 2005, 2010, 2011; Móra, Bp., 2015
- Harisnyás Pippi; ford. Tótfalusi István, ill. Ingrid Vang-Nyman; Egmont Hungary, Bp., 1997, 1999; Egmont, Bp., 2002, 2004, 2005, 2010, 2011, 2012, 2014; Móra, 2014, 2015, 2016, 2018
- Harisnyás Pippi a Déltengeren; ford. Tótfalusi István, ill. Ingrid Vang-Nyman; Egmont Hungary, Bp., 1998; Egmont, 2002, 2003, 2005, 2010, 2011; Móra, 2015
- Juharfalvi Emil még egyszer; ford. Tótfalusi István, ill. Björn Berg; Egmont Hungary, Bp., 1999; Egmont, Bp., 2002
- Háztetey Károly újra repked; ford. Tótfalusi István, ill. Ilon Wikland; Egmont-Hungary, Bp., 2002
- Háztetey Károly és Kisöcsi; ford. Tótfalusi István, ill. Ilon Wikland; Egmont-Hungary, Bp., 2002
  - (Öcsi és a repülő bácsika címen is)
- Kalle és Rasmus; ford. Tótfalusi István, ill. Eric Palmquist; Egmont, Bp., 2003
- Pippi a Komlókertben; ford. Tótfalusi István, ill. Ingrid Nyman; Egmont, Bp., 2003, 2011
- Háztetey Károly még egyszer; ford. Tótfalusi István, ill. Ilon Wikland; Egmont-Hungary, Bp., 2003
- Kalle nyomozni kezd; ford. Tótfalusi István, ill. Eric Palmquist; Egmont, Bp., 2003; ill. Németh Gyula, Móra, 2017
- Kalle nem ijed meg az árnyékától; ford. Tótfalusi István, ill. Eric Palmquist; Egmont, Bp., 2003; ill. Németh Gyula, Móra, 2018
  - (Veszélyben a nagymufti kincse címen is)
- Mellettünk lakik Harisnyás Pippi; ford. Tótfalusi István, ill. Ingrid Nyman; Egmont, Bp., 2003, 2011
- Pirosházi történetek; ford. Kúnos László, Kúnos Linda, ill. Ilon Wikland; Animus, Bp., 2005 (Andersen-díjas írók)
- Juharfalvi Emil újabb csínytevései; ford. Tótfalusi István, ill. Björn Berg; Móra, Bp., 2013
- Juharfalvi Emil és Ida. A karácsonyi mulatság; ford. Tótfalusi István, ill. Björn Berg; Móra, Bp., 2014
- Juharfalvi Emil és Ida. A kis csínytevő; ford. Tótfalusi István, ill. Björn Berg; Móra, Bp., 2014
- Juharfalvi Emil és Ida. A háromszázadik csíny; ford. Tótfalusi István, ill. Björn Berg; Móra, Bp., 2014
- Háborús napló, 1939–1945; ford., előszó Holländer Judit; Móra, Bp., 2017
- Oroszlánszívű testvérek; ford. Papolczy Péter, ill. Ilon Wikland; Móra, Bp., 2018
- Ismered Harisnyás Pippit?; ford. Papolczy Péter, ill. Ingrid Vang Nyman; Móra, Bp., 2020
- Harisnyás Pippi talál egy csunkot; ford. Tótfalusi István, ill. Ingrid Vang Nyman; Móra, Bp., 2020
- Karácsony Lármafalván; ford. Patat Bence, ill. Ilon Wikland; Móra, Bp., 2024